# Domingoa
Domingoa – rodzaj roślin z rodziny storczykowatych (Orchidaceae). Obejmuje 4 gatunki i 1 hybrydę występujące w Ameryce Środkowej w takich krajach i regionach jak: Kuba, Dominikana, Salwador, Gwatemala, Honduras, Meksyk, Nikaragua, Portoryko.

## Systematyka
Rodzaj sklasyfikowany do podplemienia Laeliinae w plemieniu Epidendreae, podrodzina epidendronowe (Epidendroideae), rodzina storczykowate (Orchidaceae), rząd szparagowce (Asparagales) w obrębie roślin jednoliściennych.
Wykaz gatunków
- Domingoa gemma (Rchb.f.) Van den Berg & Soto Arenas
- Domingoa haematochila (Rchb.f.) Carabia
- Domingoa nodosa (Cogn.) Schltr.
- Domingoa purpurea (Lindl.) Van den Berg & Soto Arenas

Wykaz hybryd
- Domingoa × susiana Dod